# Ceviz
Ceviz (türkisch: „Walnuss“) ist ein türkischer Familienname.

## Namensträger
- Mustafa Ceviz (* 1966), türkischer Fußballspieler und -trainer
- Savaş Ceviz (* 1965), türkischstämmiger deutscher Filmemacher